# 南京化学工业园区
南京化学工业园区，是中华人民共和国江苏省南京市六合区下辖的一个类似乡级单位。

## 行政区划
下辖以下地区：
化工园区虚拟社区。